# 水上明雄
水上 明雄（みなかみ あきお）は、林派糸東流会の八段空手師であり、林派糸東流会会長であり、かつては武道選手であった。
東京で生まれ、両親と一緒に1967年に米国に移住した。
武道は、 柔術と講道館 柔道を訓練された高木の下で7歳で開始。その後空手を始め、21歳で全ハワイ選手権でカタと組手 両方を制した最初の人物となる。その他の注目すべき成果には、林派糸東流国際選手権 、全日本空手道選手権、 AAU全国選手権でそれぞれ5つの金メダルを獲得することになる。